# Jumilla Club de Fútbol
El Jumilla Club de Fútbol fue un equipo de fútbol español localizado en Jumilla, Murcia. Se fundó en 1975 y se disolvió en 2011. Disputaba los partidos como local en el Estadio Municipal de La Hoya, con una capacidad de 3.000 espectadores.

## Historia
El Jumilla CF se funda en 1975. Debuta en Segunda Regional en la temporada 1976/77 y termina ascendiendo como campeón de grupo. En Primera Regional permanecerá tres temporadas hasta que asciende en la 1979/80 a Preferente. El 27 de mayo de 2011, al finalizar su única temporada en Segunda División B, el club fue disuelto por una deuda de 370.000€. Llevaba 24 años en Tercera División, 20 de ellos consecutivos.

## Temporadas
| Temporada | División | Posición | Copa del Rey |
| --------- | -------- | -------- | ------------ |
| 1975–81   | Regional | —        |              |
| 1981/82   | 3ª       | 18.°     |              |
| 1982/83   | 3ª       | 10.°     |              |
| 1983/84   | 3ª       | 11.°     |              |
| 1984/85   | 3ª       | 19.°     |              |
| 1985–90   | Regional | —        |              |
| 1990/91   | 3ª       | 13.°     |              |
| 1991/92   | 3ª       | 9.°      |              |
| 1992/93   | 3ª       | 17.°     |              |
| 1993/94   | 3ª       | 7.°      |              |
| 1994/95   | 3ª       | 3.°      |              |
| 1995/96   | 3ª       | 14.°     |              |
| 1996/97   | 3ª       | 3.°      |              |
| 1997/98   | 3ª       | 13.°     |              |

| Temporadas | División | Posición | Copa del Rey |
| ---------- | -------- | -------- | ------------ |
| 1998/99    | 3ª       | 10.°     |              |
| 1999/00    | 3ª       | 5.°      |              |
| 2000/01    | 3ª       | 13.°     |              |
| 2001/02    | 3ª       | 12.°     |              |
| 2002/03    | 3ª       | 9.°      |              |
| 2003/04    | 3ª       | 11.°     |              |
| 2004/05    | 3ª       | 11.°     |              |
| 2005/06    | 3ª       | 7.°      |              |
| 2006/07    | 3ª       | 16.°     |              |
| 2007/08    | 3ª       | 14.°     |              |
| 2008/09    | 3ª       | 8.°      |              |
| 2009/10    | 3ª       | 1.°      |              |
| 2010/11    | 2ªB      | 20.°     |              |

## Datos del club
- Temporadas en Segunda División B: 1
- Temporadas en Tercera División: 24